# Salix canariensis
Salix canariensis är en videväxtart som beskrevs av Christen Smith och Heinrich Friedrich Link. Salix canariensis ingår i släktet viden, och familjen videväxter. Inga underarter finns listade i Catalogue of Life.